# Veliki perujski potres
Veliki perujski potres je bil močan podmorski potres, ki je 31. maja 1970 zgodaj popoldan po lokalnem času prizadel obalo in zahodni del Andov, zlasti regijo Ancash na zahodu Peruja. Potres z epicentrom v Tihem oceanu približno 25 km zahodno od pristaniškega mesta Chimbote zaradi velike globine ni povzročil pomembnejših tektonskih premikov ali cunamija, je pa tresenje tal sprožilo številne plazove v gorati notranjosti in močno poškodovalo ali porušilo slabo grajene stavbe na prizadetem območju.
Posledično je umrlo približno 70.000 ljudi, še 50.000 je bilo ranjenih, skoraj milijon ljudi je ostalo brez domov. Velik delež žrtev je zahteval katastrofalen plaz, ki se je zaradi potresa utrgal izpod severnega vrha gore Huascarán in pod seboj pokopal celotno mesto Yungay ter del bližnje vasi Ranrahirca v Andih. Tako plaz s Huascarána kot sam potres še zdaj veljata za najhujši naravni katastrofi svoje vrste v zgodovini Peruja in eni najhujših na svetu.

## Osnovne značilnosti potresa
Potres intenzitete 7,9 po momentni lestvici se je zgodil 31. maja 1970 ob 15.23 po lokalnem času (20:23:29 UTC), kot posledica zdrsa ob globinskem prelomu, ki teče vzporedno z obalo Južne Amerike v dolžini 140 km in širini 50 km, 45 km pod površjem, kjer se tektonska plošča Nazca podriva pod južnoameriško.
Očividci so opisali nekajsekundno rahlo zibanje, ki mu je sledilo približno 45 sekund silovitega tresenja. V naslednjih dneh so sledili številni popotresni sunki, ki so dosegali intenzitete 4 do 6. Najmočneje se je treslo priobalno območje med krajema Casma in Chimbote v regiji Ancash, nekaj sto kilometrov severozahodno od glavnega mesta Lima.

## Posledice
Največ škode je bilo na območju od mesta Trujillo na severu do Pativilce več kot 300 km južneje in 120 km v notranjost, zlasti po dolini reke Rio Santa. Na območju, velikem 65.000 km², je takrat živelo približno 1,4 milijona ljudi. Potres je povzročil porušenje ali močne poškodbe 80 % stavb, grajenih iz surove opeke na nestabilni podlagi, kakršne so prevladovale tam.
Za podobno smrtonosne kot rušenje stavb so se izkazali številni plazovi na 30.000 km² velikem goratem območju v notranjosti, ki so se sprožili s strmih pobočij v doline. Med njimi je najznamenitejši plaz s Huascarána, ki je zasul Yungay in del bližnje Ranrahirce ter še nekaj manjših vasi. Samo ta je zahteval približno 20.000 življenj na gosto poseljeni ravnici med gorami.